# كورت ويل
كورت ويل (بالألمانية: Kurt Weill)‏ (و. 1900 – 1950 م) هو ملحن، وتربوي، وموزع (موسيقى) من ألمانيا . ولد في ديساو.
توفي في مدينة نيويورك. بسبب نوبة قلبية .

## أعمال بارزة
من أهم أعماله:
- Rise and Fall of the City of Mahagonny.

## جوائز وترشيحات
حصل على جوائز منها:
- Drama Desk Award for Outstanding Music (1970)
- Tony Award for Best Original Score (1947)
- Tony Award for Best Original Score (1947).

ترشح لـ:
- Drama Desk Award for Outstanding Musical (2007)
- Laurence Olivier Award for Best New Musical (1998)
- Tony Award for Best Original Score (1977)
- Drama Desk Award for Outstanding Musical (1977)
- Drama Desk Award for Outstanding Music (1970)
- Tony Award for Best Original Score (1947)
- Academy Award for Best Original Musical Score (1944)
- Academy Award for Best Original Musical Score، عن عمل:Knickerbocker Holiday.

## روابط خارجية
- كورت ويل على موقع IMDb (الإنجليزية)
- كورت ويل على موقع الموسوعة البريطانية (الإنجليزية)
- كورت ويل على موقع مونزينجر (الألمانية)
- كورت ويل على موقع ألو سيني (الفرنسية)
- كورت ويل على موقع ميوزك برينز (الإنجليزية)
- كورت ويل على موقع أول موفي (الإنجليزية)
- كورت ويل على موقع قاعدة بيانات برودواي على الإنترنت (الإنجليزية)
- كورت ويل على موقع قاعدة بيانات الأفلام السويدية (السويدية)
- كورت ويل على موقع إن إن دي بي (الإنجليزية)
- كورت ويل على موقع أول ميوزيك (الإنجليزية)